# Harbonnières

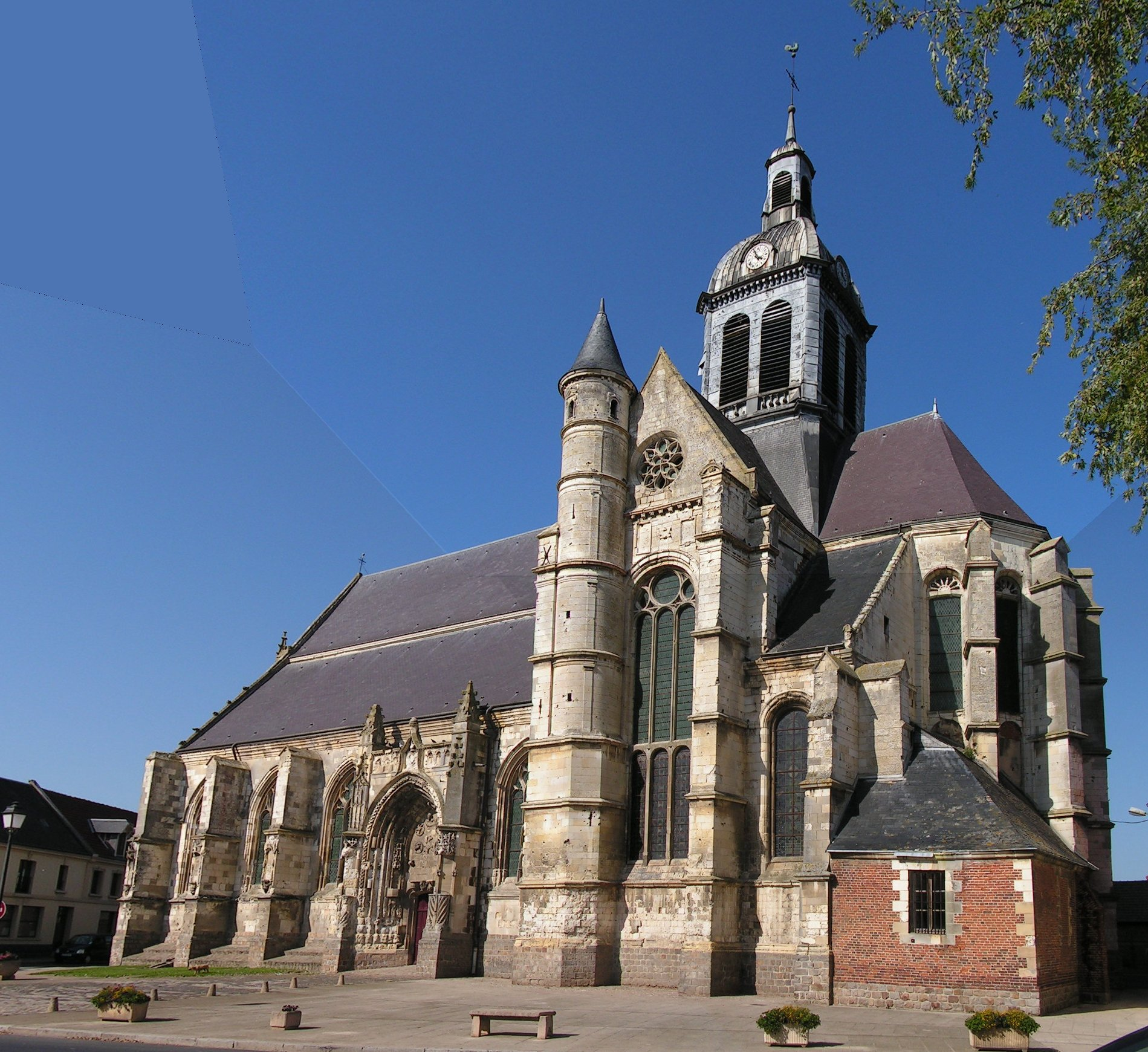
Kerk

Harbonnières is een gemeente in het Franse departement Somme (regio Hauts-de-France) en telt 1305 inwoners (1999). De plaats maakt deel uit van het arrondissement Montdidier.

## Geografie
De oppervlakte van Harbonnières bedraagt 15,3 km², de bevolkingsdichtheid is 85,3 inwoners per km².
De onderstaande kaart toont de ligging van Harbonnières met de belangrijkste infrastructuur en aangrenzende gemeenten.

## Demografie
Onderstaande figuur toont het verloop van het inwonertal (bron: INSEE-tellingen).